# Uli Sude
Ulrich Sude, meglio noto come Uli Sude (Korbach, 19 aprile 1956), è un allenatore di calcio ed ex calciatore tedesco, di ruolo portiere, osservatore dei portieri del Borussia M'gladbach.

## Biografia
Suo fratello Burkhard fu il noto Mr Volleyball negli anni 80.

## Carriera

### Calciatore
Portiere, militò nel Borussia Mönchengladbach dal 1976 al 1987, ma fu soltanto nella stagione 1982-1983 che divenne titolare, dopo il ritiro di Wolfgang Kleff e Wolfgang Kneib. Raggiunse il terzo posto nel 1983-1984 e, nel 1984, la finale di Coppa di Germania contro il Bayern Monaco. Nel 1985-1986 lasciò il posto a Uwe Kamps.
Conta 126 presenze in Bundesliga.

### Allenatore
Come allenatore guidò l'Homburg nella Zweite Bundesliga, nella stagione 1994-1995.
Alla fine di quella stagione l'Homburg retrocesse negli amatori. Per Sude seguirono altri ingaggi, nell'FC Saarbrücken o nell'SC Verl, che sotto la guida di Sude, nella stagione 1999/2000, sconfisse ai rigori il Borussia Mönchengladbach per 6 a 5, accedendo alla Coppa DFB. La formazione dovette poi cedere il passo all'Eintracht Frankfurt per 4 a 0.
Al momento, Sude è allenatore degli Under 19 del Borussia Mönchengladbach.